# Protistologija
Protistologija je grana biologije koja se bavi proučavanjem jednostaničnih, eukariotskih organizama, tj. carstvom Protista. Carstvo Protista se može, prema načinu prehrane, podijeliti na: 
- autotrofne (Protophyta)
- heterotrofne (Protozoa)
- miksotrofne organizme